# カドカワ
カドカワ株式会社（英: KADOKAWA DWANGO CORPORATION）は、2015年10月1日から2019年7月1日までの株式会社KADOKAWA（2代目）の旧社名。2015年10月1日にKADOKAWA・DWANGOより社名を変更。2019年7月1日に初代・KADOKAWAの事業を承継し、KADOKAWA（2代目）に商号変更。

## 略歴
KADOKAWA（後のKADOKAWA Future Publishing）とドワンゴの両社は、2010年10月に包括的業務提携を、2011年5月に資本提携を行っており、電子書籍や動画配信の面で、関係を強めていたが、2014年5月14日付で、両社の経営統合による持株会社の設立に基本合意、発表された。
2000年9月にドワンゴの監査役に就任して以来関係がある当時KADOKAWA取締役相談役兼ドワンゴ取締役の佐藤辰男は都内で行われた記者会見の中で、「プラットフォーム（情報の配信基盤）とコンテンツ（情報の内容）を融合させて魅力を強化する」と経営統合の狙いを語った上で、「カドカワはデジタル対応を急いでいる」「エディターの隣にエンジニアが一緒に座って仕事をし、コンテンツとテクノロジーを融合させる」との構想を明らかにし、また、ゲーム事業や電子書籍事業でのシナジー効果を見込みながら、日本のコンテンツを海外へ配信することを念頭に「進化したメガコンテンツを目指したい」と話す。
当時ドワンゴの川上量生会長は「ネットは専業でやっていくのが正しいと言われてきたが、それには疑問を持ってきた」と指摘した上で「コンテンツとプラットフォームを両方やっていくのがベストな方策だ」との自身の考えを述べた。
KADOKAWAの角川歴彦会長はドワンゴについて「高く評価している」とし、「私は川上君（ドワンゴ会長）という若き経営者を手にした」と満足感を示した上で、KADOKAWAとドワンゴの両社については「共通のテーマはサブカルチャーというところに基盤がある。文化が違うように見えて、実は同じだ」と述べた。
本経営統合は、デジタル化とインターネット技術が進展するなかで、KADOKAWAの有するコンテンツ及びリアルプラットフォームとドワンゴの有する技術力及びネットプラットフォームを融合させ、ネット時代の 新たなビジネスモデルとなる「世界に類のないコンテンツプラットフォーム」を確立することを目指していた。
KADOKAWAとドワンゴの共同持株会社として2014年10月に設立された株式会社KADOKAWA・DWANGOは、2015年4月にKADOKAWAのゲームメディア関連事業等を継承して事業持株会社となった。同年7月に教育事業に参入し、同年10月にKADOKAWAとドワンゴの経営統合を内外に強く示すため、両社の音（KADOKAWA、ドワンゴ）を組み合わせたカドカワ株式会社への商号変更を行った。
2017年7月にカドカワ株式会社は、ゲーム情報ポータル事業本部を新設する株式会社Gzブレインに分割し、再び純粋持株会社体制に移行した。
2019年2月、第3四半期連結決算において子会社のドワンゴが37億99百万円特別損失の計上。それに伴い同年4月にグループ経営体制の刷新によるドワンゴの新たな創業とグループ事業戦略の加速を目的として、ドワンゴ、Gzブレイン、大百科ニュース社をカドカワ株式会社の直接子会社から株式会社KADOKAWA（初代法人）の子会社へ異動させた。
2019年7月、事業持株会社化によるIP事業力の強化、ガバナンスの強化、経営の効率化を目的として、子会社である株式会社KADOKAWA（初代法人）の全ての事業をカドカワ株式会社へ承継する会社分割を実施し、再び事業持株会社に移行した。同時に株式会社KADOKAWA（二代目法人）への商号変更も行った。

## 年表
※正式な経営統合日以前の「前史」的な内容も含む。
- 2010年10月 - 株式会社角川グループホールディングスと株式会社ドワンゴにて、電子書籍や各種コンテンツの配信に関して包括業務提携を実施[13]。
- 2011年
  - 5月 - 株式会社角川グループホールディングスと株式会社ドワンゴで資本提携を実施[14]。
  - 11月 - 『ニコニコ静画（電子書籍）』と『BOOK☆WALKER』とのWEB漫画誌「角川ニコニコエース」をサービス開始[15]。
- 2013年3月 - 角川グループホールディングスが、ドワンゴの広告代理業子会社である株式会社スカイスクレイパーの一部株式の取得し、株式会社角川グループホールディングスと株式会社ドワンゴによる広告に関わる合弁事業会社「株式会社スマイルエッジ」を設立[16]。
- 2014年
  - 5月14日 - 株式会社KADOKAWAと株式会社ドワンゴとの統合契約書の締結及び株式移転計画書の作成について発表[17]。
  - 6月21日 - KADOKAWAの定時株主総会が行われ、経営統合の議案[7]が承認[18][19]。
  - 6月26日 - ドワンゴは、KADOKAWAとの経営統合をした後のグループ運営を見据えて、意思決定のスピード化と経営資源の最適化を目的に、ドワンゴコンテンツ、ドワンゴモバイル、キテラスの3社を、2014年10月1日付でドワンゴに吸収合併することを発表[20][21]。
  - 7月3日 -  ドワンゴの臨時株主総会が行われ[18]、KADOKAWA同様に経営統合の議案が承認された[22]。
  - 9月25日 - ドワンゴは、統合後のグループ運営を見据え、意思決定のスピード化及び経営リソースの最適化を目的に、ドワンゴ・ユーザーエンタテインメントを、2014年11月1日付でドワンゴに吸収合併すると発表[23][24]。
  - 10月1日 - 株式会社KADOKAWAと株式会社ドワンゴによる統合会社「株式会社KADOKAWA・DWANGO」設立。佐藤辰男が代表取締役社長に、川上量生が代表取締役会長に就任。東京証券取引所市場第一部に上場。
  - 10月6日 - ダ・ヴィンチ×niconico「次にくるマンガ大賞」創設[25]。
  - 11月13日 - 子会社の株式会社ドワンゴが株式会社ニワンゴの発行済み全株式を取得し完全子会社化すると発表[26]。連結子会社である株式会社スマイルエッジをドワンゴの完全子会社にし、ドワンゴに事業移管した上で解散すると発表[27]。
  - 12月8日 - エイベックス・グループ・ホールディングスが保有する全株式を売却すると発表。2006年のドワンゴとの資本提携以来続いていたエイベックスとKADOKAWA・DWANGOの資本関係が終了する[28]。
  - 12月25日 - 子会社の株式会社ドワンゴが株式会社バンタンの全株式を取得し子会社化[29]。
  - 12月24日 - KADOKAWAのハイエンド書籍編集部をドワンゴが継承し、ドワンゴとKADOKAWAの共同技術書出版レーベル「アスキードワンゴ (ASCII DWANGO)」を設立[30]。
  - 12月25日 - 連結子会社ドワンゴがバンタンの全株式を取得し子会社化[31]。
- 2015年
  - 4月1日 - 子会社の株式会社KADOKAWAのゲームメディア関連事業、マーケティングリサーチ事業及びこれらの事業に付随して行う広告事業を簡易吸収分割の方法により承継[32]。
  - 6月23日 - 同日開催の株主総会及び取締役会を経た上で、川上量生が代表取締役社長に、佐藤辰男が代表取締役会長に、それぞれ入れ替わる形で就任[33]。
  - 7月9日 - KADOKAWA DWANGOが手がける新たな教育事業として、高等学校設立に向け準備を開始[34]。
  - 10月1日 - 商号をカドカワ株式会社に変更。KADOKAWAとドワンゴの経営統合を強く示すため、両社の音（KADOKAWA、ドワンゴ）を組み合わせた商号にするとしている。なお、英語表記は引き続き「KADOKAWA DWANGO CORPORATION」のままとなる[35]。
  - 10月14日 - 学校法人角川ドワンゴ学園の設立及び通信制高等学校「N高等学校」の2016年4月開校を発表[36][37]。
  - 11月28日 - 電撃文庫×niconicoのメディアミックス企画、ユーザー参加型新感覚プロジェクト「多数決ドラマ」を開始。
  - 12月 - 子別指導塾「坪田塾」を運営する株式会社ビビッドとの共同出資会社「株式会社N塾」を設立[38]。
- 2016年
  - 1月12日 - 学校法人高宮学園代々木ゼミナールと共同で「N高等学校」の提携通学コースとして、大学進学を目指す生徒を対象にした「代ゼミNスクール」の開校を発表[39]。
  - 4月1日 - 学校法人角川ドワンゴ学園が「N高等学校」を開校。
  - 5月1日 - 連結子会社KADOKAWA PICTURES AMERICA, INC.がYEN PRESS, LLCの持分の51.0%を取得し子会社化[2]。
  - 5月1日 - 各地にネット教育を活用した教育拠点をつくる「Nセンター」プロジェクトを開始[40]。
  - 7月14日 - 双方向学習アプリ『N予備校』の一般向け提供開始[41]。
- 2017年
  - 5月10日 - 株式会社大百科ニュース社を設立。
  - 6月22日 - 同日付の株主総会等を経た上で佐藤会長が代表権の無い取締役相談役に、角川相談役が取締役会長に就任[42]。
  - 6月30日 - 株式会社大百科ニュース社が未来検索ブラジルが運営するニコニコ大百科の事業を吸収分割を行うのに伴い、これを実施するための対価を同社に第三者割当する目的として、自己株式806,000株を処分[43]。
  - 7月3日 - ゲーム情報ポータル事業を新設する株式会社Gzブレインに分割し、再び純粋持株会社体制に移行[44][45]。
  - 10月 - オンライン学習サービスN予備校の運営をドワンゴに集約。
  - 11月 - KADOKAWAの無料マンガサイト『ComicWalker』とドワンゴの無料マンガアプリ『ニコニコ漫画』の連携プロジェクトを始動[46]。
- 2018年
  - 4月1日 - 連結子会社株式会社ブックウォーカーが、株式会社ドワンゴから株式会社トリスタの全株式を譲受し、カドカワグループの書籍関連サービスを集約[47]。
  - 6月22日 - 同日付の株主総会等を経た上で松原眞樹取締役が代表取締役専務に就任[48]。
  - 9月25日 - 『BOOK☆WALKER』と『ニコニコ書籍』のスマートフォンアプリを統合[49]。
  - 12月14日 - 株式会社ドワンゴ、株式会社KADOKAWA、株式会社カラー、株式会社インクストゥエンター、アソビシステムホールディングス株式会社と共同で、VTuberを起用したモーションキャプチャアニメの制作およびVTuberの開発・マネジメント・プロデュース等の事業を展開する合弁会社「株式会社リド」を設立[50]。
- 2019年
  - 2月13日 - 同日付で松原眞樹代表取締役専務が代表取締役社長に就任[51]。
  - 4月1日 - 子会社管理事業の一部を連結子会社である株式会社KADOKAWAへ会社分割し、株式会社ドワンゴ、株式会社Gzブレイン、株式会社大百科ニュース社がカドカワ株式会社の子会社から株式会社KADOKAWAの子会社へ異動。
  - 4月1日 - 電撃文庫×niconicoによるPC用ブラウザゲーム『エンゲージプリンセス』をサービス開始[52]。
  - 4月1日 - KADOKAWAグループのDXを推進するため、戦略的ICTサービス企業としてKADOKAWA Connectedを設立。
  - 6月20日 - 定時株式総会後に後述の吸収分割に伴う措置として、井上伸一郎（KADOKAWA代表取締役副社長）が当社代表取締役副社長に就任[3]。
  - 7月1日 - 子会社・株式会社KADOKAWA（株式会社KADOKAWA Future Publishingに商号変更）のビルディング・ブックセンターとKADOKAWA KEY-PROCESSの株式所有に関わる事業を除く全事業を簡易吸収分割により承継し、株式会社KADOKAWA（二代目法人）に商号変更[3]。
  - 10月1日 - 当社のIPクリエイション事業本部コミック＆キャラクター局電撃ゲームメディア編集部（コミックコンテンツ編集課を除く）を会社分割により、連結子会社の株式会社Gzブレインへ継承し、Gzブレインは株式会社KADOKAWA Game Linkageに商号変更し、東京都文京区へ本店移転[53]。
  - 11月1日 - 英語圏での事業拡大を目的にカナダのAnime News Network Inc.を買収[54]。

## 経営陣
2019年6月20日現在以下の体制となった。
- 代表取締役社長：松原眞樹（KADOKAWA代表取締役社長）
- 代表取締役副社長：井上伸一郎（KADOKAWA代表取締役副社長、角川アーキテクチャ代表取締役社長）
- 取締役会長：角川歴彦（KADOKAWA取締役会長、ところざわサクラタウン代表取締役会長、角川文化振興財団理事長、アニメツーリズム協会理事長）
- 取締役：関谷幸一（角川アップリンク代表取締役社長）
- 取締役：芳原世幸
- 取締役：安本洋一
- 取締役：川上量生
- 取締役：夏野剛（ドワンゴ代表取締役社長、ムービーウォーカー代表取締役会長）
- 社外取締役：船津康次（トランスコスモス代表取締役会長兼CEO）
- 社外取締役：星野康二（スタジオジブリ代表取締役会長）
- 社外取締役：森泉知行
- 社外取締役：高須武男
- 常勤監査役：髙山康明
- 常勤監査役：渡辺彰
- 社外監査役：渡邊顯
- 社外監査役：新田正実

## グループ会社・団体
括弧内はカドカワ（KADOKAWA・DWANGO）による直接所有期間。
- 株式会社KADOKAWA（2014年10月 - 2019年6月）
- 株式会社ドワンゴ（2014年10月 - 2019年3月）
- 株式会社大百科ニュース社（2017年5月 - 2019年3月）
- 株式会社Gzブレイン（2017年7月 - 2019年3月）
- 学校法人角川ドワンゴ学園